# قانون الحاق دولت جمهوری اسلامی ایران به کنوانسیون بین‌المللی مقابله با تأمین مالی تروریسم
قانون الحاق دولت جمهوری اسلامی ایران به کنوانسیون بین‌المللی مقابله با تأمین مالی تروریسم یک قانون مصوب مجلس شورای اسلامی در سال ۱۳۹۷ برای پیوستن به کنوانسیون مقابله با تأمین مالی تروریسم (CFT) مصوب دسامبر ۱۹۹۹ سازمان ملل متحد برای مبارزه با تأمین مالی تروریسم است. این مصوبه از سوی شورای نگهبان رد شد اما در صورت تأیید توسط مجمع تشخیص مصلحت نظام، تبدیل به قانون می‌شد که این اتفاق نیافتاد و در ۲ اسفند ۹۸، ایران به لیست سیاه برگشت.
این قانون برای پیشگیری و مقابله با اشکال و مصادیق مختلف تروریسم بین‌المللی از طریق قطع منابع و پشتوانه های مالی سازمان‌ها و گروه‌های تروریستی با اجماع به تصویب مجمع عمومی سازمان ملل متحد رسیده است.
بررسی دوباره این لایحه در سال ۱۴۰۴ در دستور کار قرار گرفت.

## رأی‌گیری
لایحه الحاق ایران به کنوانسیون بین‌المللی مقابله با تأمین مالی تروریسم در ۱۵ مهر ۱۳۹۷ به صحن علنی مجلس آمده و به تصویب رسید. برخی نمایندگان پیشنهاد رأی‌گیری با ورقه را داشتند که با این پیشنهاد مخالفت شده بود. هرگاه طبق آیین‌نامه حداقل ۱۰ نفر از نمایندگان تقاضا داشته باشند به جای استفاده از دستگاه، رأی‌گیری علنی و با ورقه باشد، این تقاضا به رأی گذاشته خواهد شد. فرق این نوع رأی‌گیری، با رأی‌گیری توسط دستگاه در این است که اسم و نام افراد در روزنامه‌ها درج می‌شود. بررسی این لایحه با توافق دولت و نمایندگان مجلس، به مدت دو ماه مسکوت مانده بود.
عدم مشارکت برخی نمایندگان در رأی‌گیری‌های مجلس، مورد انتقاد جدی قرار دارد.
| موضوع رأی‌گیری | تاریخ         | موافق            | مخالف            | ممتنع          | عدم مشارکت     | نتیجه     |
| ------------- | ------------- | ---------------- | ---------------- | -------------- | -------------- | --------- |
| تعویق ۲ ماهه  | ۲۰ خرداد ۱۳۹۷ | ۱۳۸ از ۲۵۳ (۵۵٪) | ۱۰۳ از ۲۵۳ (۴۱٪) | ۶ از ۲۵۳ (۲٪)  | ۶ از ۲۵۳ (۲٪)  | تصویب شد  |
| رأی‌گیری علنی  | ۱۵ مهر ۱۳۹۷   | ۱۱۱ از ۲۶۴ (۴۲٪) | ۱۱۷ از ۲۶۴ (۴۴٪) | ۱۷ از ۲۶۴ (۶٪) | ۱۹ از ۲۶۴ (۷٪) | تصویب نشد |
| کلیات لایحه   | ۱۵ مهر ۱۳۹۷   | ۱۴۳ از ۲۷۱ (۵۳٪) | ۱۲۰ از ۲۷۱ (۴۴٪) | ۵ از ۲۷۱ (۲٪)  | ۳ از ۲۷۱ (۱٪)  | تصویب شد  |

## واکنش‌ها
- رئیس دفتر رئیس‌جمهور محمود واعظی با تشکر و قدردانی از مجلس شورای اسلامی برای تصویب لایحه، گفت: «آنچه امروز در مجلس اتفاق افتاد نمایش مقتدرانه وحدت، دموکراسی و پویایی سیاسی در کشور بود و ملاحظه کردیم که همه طرف‌های مخالف و موافق نظرات کارشناسی خود را با آزادی کامل بیان کردند و نهایتاً به آنچه که به صلاح منافع ملی و نظام مقدس جمهوری اسلامی بود رأی دادند.»[۶]